# Spilarctia whiteheadi
Spilarctia whiteheadi là một loài bướm đêm thuộc phân họ Arctiinae, họ Erebidae.